# あいち県民の日
あいち県民の日（あいちけんみんのひ）とは、日本の愛知県が制定した記念日のひとつで毎年11月27日である。あいち県民の日は、愛知県の休み方改革の一環である。また、あいち県民の日を含む直前1週間を（11月21日から27日まで）を「あいちウィーク」と定め、市町村・事業者の協力のもと、県内各地で愛知県の魅力を発信するイベント・サービスを行うこととしている。
ここではあいち県民の日制定に伴い設けられた県民の日学校ホリデー（けんみんのひがっこうホリデー）についても併せて述べる。

## 経緯
- 2022年12月
  - 現在の愛知県が誕生してから、2022年で150年になるのにあわせ、愛知県は11月27日を「あいち県民の日」とする条例案（あいち県民の日条例 愛知県条例第50号(2022年12月23日）[6]をまとめ、12月に開会する愛知県議会に提出した[7]。
  - 12月の愛知県議会で条例案が全会一致で可決され、11月27日が「あいち県民の日」となった[8]。
  - 条例第2条では、県の事業などは「県は、あいち県民の日に関する啓発を行うとともに、11 月 21 日から同月 27 日までの期 間において、あいち県民の日の趣旨にふさわしい事業を実施するものとする。県は、事業者及び市町村その他の団体に対し、あいち県民の日の趣旨にふさわしい事業その他の取組の実施について協力を求めるものとする。」と定めている。

## 県民の日学校ホリデー
県民の日学校ホリデーとは、日本の愛知県が制定したあいち県民の日に基づくものであり、毎年11月21日から11月27日までの期間を「あいちウィーク」と定め、その期間の1日を学校や市町村が「県民の日学校ホリデー」に指定し、休業日とする。
愛知県はあいち県民の日を含む11月21日から同月27日の平日のいずれかに、同県下の地方自治体や学校による判断で公立学校を休校に出来るようにすることを検討すると2022年12月の条例制定時に発表した。条例制定時点で県民の日に公立学校も休校としている都道府県は首都圏の6都県のみであり、首都圏以外では初めてのケースとなる。愛知県は保護者も同日に有給休暇を取得できるように経済団体などに働きかけるとしている。
愛知県の大村秀章県知事が打ち出した「県民の日学校ホリデー」は、愛知県内の学校が11月の県民の日までの1週間の中で1日学校を休みにする取り組みである。これに対して、名古屋市は河村たかし市長が反対し、「親御さんは仕事もやらないかんしという方は出てくる。極めて政治的な主張なんですよ、これ。名古屋市は愛知県の植民地ですか、これ」と発言し、その理由として「平日が休みになると仕事を休めない家庭への負担が増える」ことなどを挙げた。
なお、名古屋市については同市河村たかし市長が「県民の日の11月27日は（愛知県の前身である）名古屋県がなくなった日。市内の学校の休みを県が主導するのはおかしい。名古屋は県の植民地ではない」として、2023年度に関しては11月24日を休校日とするものの、2024年度以降は愛知県による学校の分散休校制度から離脱し、市独自の学校休業日を設ける方針を2023年9月に明らかにした。
9月25日の市議会委員会において、同市市議からの質問に対し、名古屋市教育委員会の坪田知広教育長は「県の趣旨に賛同しており、混乱を収束させるには最初の判断を貫くしかない」として、名古屋市は愛知県の「県民の日学校ホリデー」の枠組みからは離脱するものの、学校教育法施行令第二十九条で休業日は「当該市町村の教育委員会が定める」に基づき、今年度(2023年度)については、学校休業日を定めることを名古屋市教育委員会として公表している。
2024年3月5日の名古屋市議会本会議で、11月27日の「あいち県民の日」前後に小中学校などを休みにする「学校ホリデー」を、2024年は実施するかどうか質問があった。その質問に対して坪田知広教育長は、「休み方改革全体の趣旨には賛同しておりますが、家族等と一緒に過ごせなかった児童・生徒が少なくないと重く受け止め、令和6年度は一旦立ち止まる。2024年秋は「学校ホリデー」の実施を取りやめる(休みにしない)」と回答し、その理由として、市の教育委員会が行なった2023年の「学校ホリデー」後のアンケートで「3分の1の保護者が『有意義でなかった』と回答したことを重く受け止める」と回答した。
2025年2月19日　名古屋市教育委員会は、愛知県の公立学校で期間中に１日休みを取れる「県民の日学校ホリデー」について今年から名古屋市も参加し、名古屋市立の幼稚園、小学校、中学校、特別支援学校、高校を「県民の日学校ホリデー」として11月25日を休みにすることを明らかにし、保護者が仕事を休めない子どもの居場所づくりについては検討していくとした。

### 県内の公立学校の休校と保護者への対応について
学校教育法施行令第二十九条で学期及び休業日は「公立の学校（大学を除く）の学期並びに夏季、冬季、学年末、農繁期などにおける休業日又は家庭及び地域における体験的な学習活動その他の学習活動のための休業日は、市町村又は都道府県の設置する学校にあつては当該市町村又は都道府県の教育委員会が、公立大学法人の設置する学校にあつては当該公立大学法人の理事長が定める。」とあり、あいちウィーク期間中に休業日とするかはそれぞれで検討される。
愛知県は各自で決定された休日に合わせ、保護者が有給休暇を取得できるように、経済団体に働きかけるとしている。